# Биси ан От
Биси ан От (фр. Bussy-en-Othe) насеље је и општина у источном делу централне Француске у региону Бургоња, у департману Јон која припада префектури Осер.
По подацима из 2011. године у општини је живело 754 становника, а густина насељености је износила 13,35 становника/km². Општина се простире на површини од 56,5 km². Налази се на средњој надморској висини од 150 метара (максималној 266 m, а минималној 100 m).
У насељу се налази православни манастир Покрова Пресвете Богородице под јурисдикцијом Константинопољског патријархата.

## Демографија
| 1962. | 1968. | 1975. | 1982. | 1990. | 1999. | 2011. |
| ----- | ----- | ----- | ----- | ----- | ----- | ----- |
| 661   | 717   | 743   | 822   | 812   | 829   | 754   |

График промене броја становника у току последњих година